# خفاش نعل‌اسبی کوچک
خفاش نعل‌اسبی کوچک (نام علمی: Rhinolophus hipposideros) نام یک گونه از تیره خفاش نعل‌بینی است.